# Joshua Transue
Joshua Transue, detto Josh (1980), è un ex sciatore alpino statunitense.

## Biografia
Fratello di Jeremy, a sua volta sciatore alpino, e attivo dal dicembre del 1995, in Nor-Am Cup Transue esordì il 26 novembre 1996 a Beaver Creek in slalom speciale (37º), ottenne due podi, due terzi posti (il 9 marzo 2000 a Osler Bluffs in slalom speciale e il 3 marzo 2001 a Whistler in supergigante), e prese per l'ultima volta il via il 1º marzo 2002 a Sunday River in slalom gigante, senza completare la prova. Si ritirò durante la stagione 2009-2010 e la sua ultima gara fu uno slalom gigante FIS disputato il 4 febbraio a Snow King; non debuttò in Coppa del Mondo né parte a rassegne olimpiche o iridate.

## Palmarès

### Nor-Am Cup
- Miglior piazzamento in classifica generale: 6º nel 2001
- 2 podi:
  - 2 terzi posti